# 1561 Fricke
1561 Fricke eller 1941 CG är en asteroid i huvudbältet, som upptäcktes 15 februari 1941 av den tyske astronomen Karl Wilhelm Reinmuth i Heidelberg. Den har fått sitt namn efter Walter Ernst Fricke.
Asteroiden har en diameter på ungefär 25 kilometer och den tillhör asteroidgruppen Hygiea.